# Antarktisdorsche
Die Antarktisdorsche (Nototheniidae) sind Vertreter der Barschartigen (Perciformes), die in den Gewässern der südlichen Hemisphäre um die Antarktis vorkommen. Dabei dominieren ihre Vertreter diese Regionen und machen bis zu 68 % der Fischfauna aus.

## Merkmale
Antarktisdorsche werden elf Zentimeter bis 2,15 Meter lang. Von ihrer äußeren Gestalt ähneln sie den Dorschen (Gadidae) oder den nordpazifischen Hexagrammiden. Ihr Körper ist beschuppt und hat eine bis drei Seitenlinien. Die erste Rückenflosse wird von drei bis elf Flossenstacheln gestützt, die zweite von 25 bis 42 Weichstrahlen. Die Wirbelzahl liegt bei 45 bis 59. Die Kiemenmembranen bilden am Isthmus eine Falte. Das Maul ist vorstülpbar (protraktil).

## Lebensweise
Antarktisdorsche sind streng stenotherm und überleben nur bei einer Wassertemperatur von −2,5 bis +6 °C. Die meisten Arten leben benthisch (auf dem Meeresboden), einige wie der Plankton fressende Antarktische Silberfisch (Pleuragramma antarctica) jedoch auch pelagisch, also frei schwimmend. Einige Arten sind auch cryopelagisch, d. h., sie leben unter dem Schelfeis. Die Antarktisdorsche besitzen keine Schwimmblase. Durch sehr fettreiches Körpergewebe und ein wenig verknöchertes Skelett haben sie dennoch ausreichend Auftrieb. Als Anpassung an die Kälte besitzen sie spezielle Frostschutzproteine im Blut. Außerdem ist ihre Niere aglomerulär. Bei ihr sind keine Nierenkörperchen ausgebildet, der Harn entsteht nicht durch Ultrafiltration, sondern durch Sekretions- und Diffusionsvorgänge in den Nierenkanälchen. So wird der Verlust kleiner Moleküle vermieden.

## Innere Systematik
Es gibt über 50 Arten:
- Unterfamilie Nototheniinae
  - Gattung Gobionotothen
    - Gobionotothen acuta
    - Gobionotothen barsukovi
    - Gobionotothen gibberifrons
    - Gobionotothen marionensis

  - Gattung Lepidonotothen
    - Lepidonotothen larseni
    - Lepidonotothen macrophthalma
    - Lepidonotothen mizops
    - Lepidonotothen nudifrons
    - Lepidonotothen squamifrons

  - Gattung Notothenia

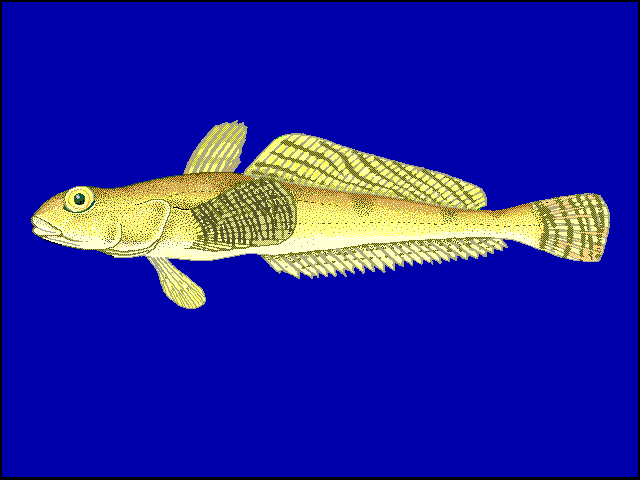
Gobionotothen gibberifrons

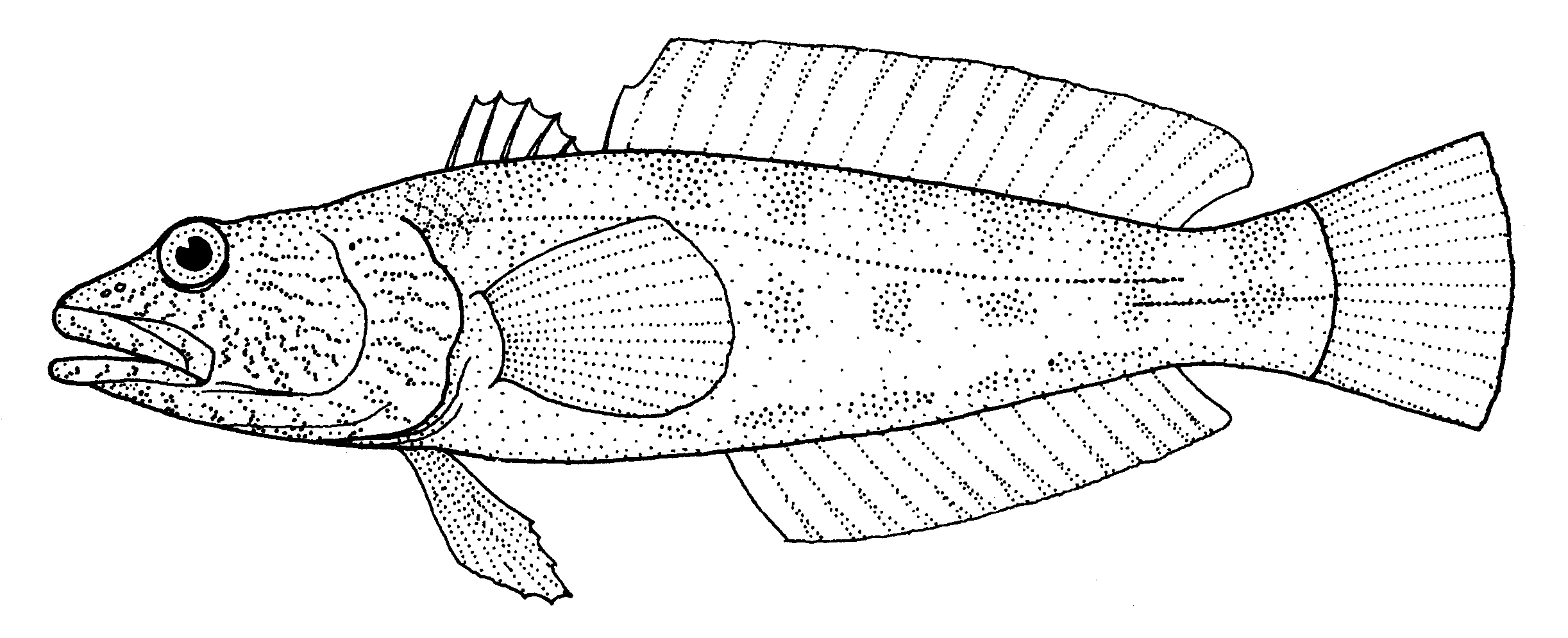
Notothenia angustata

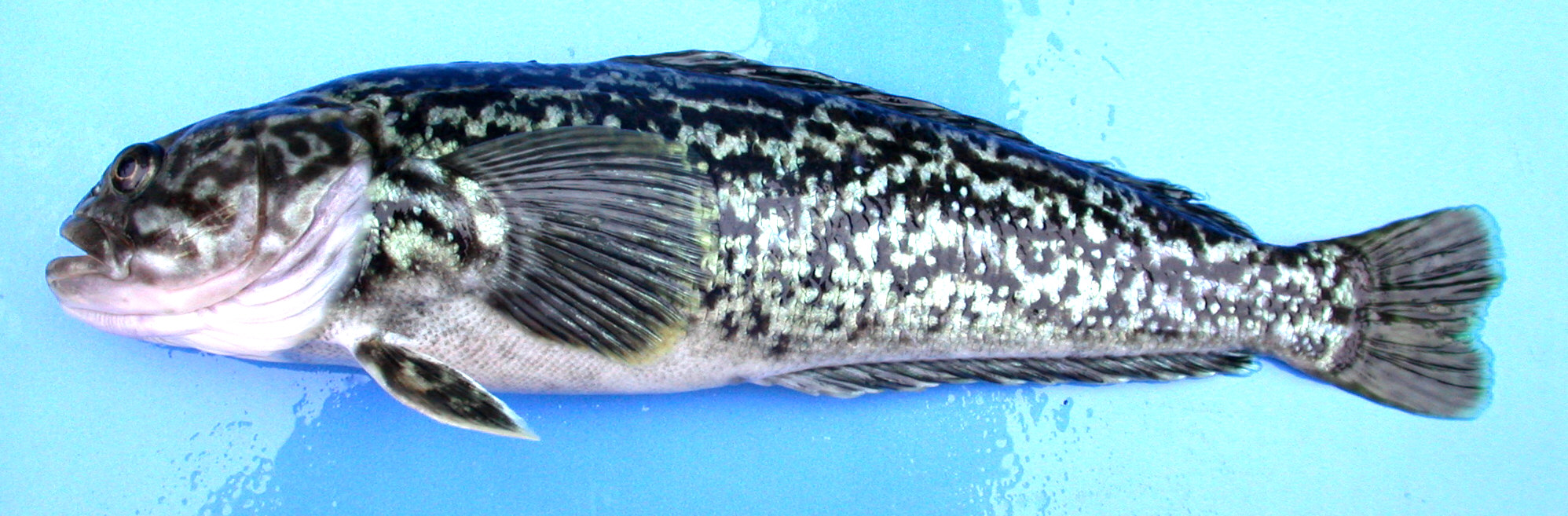
Notothenia rossii

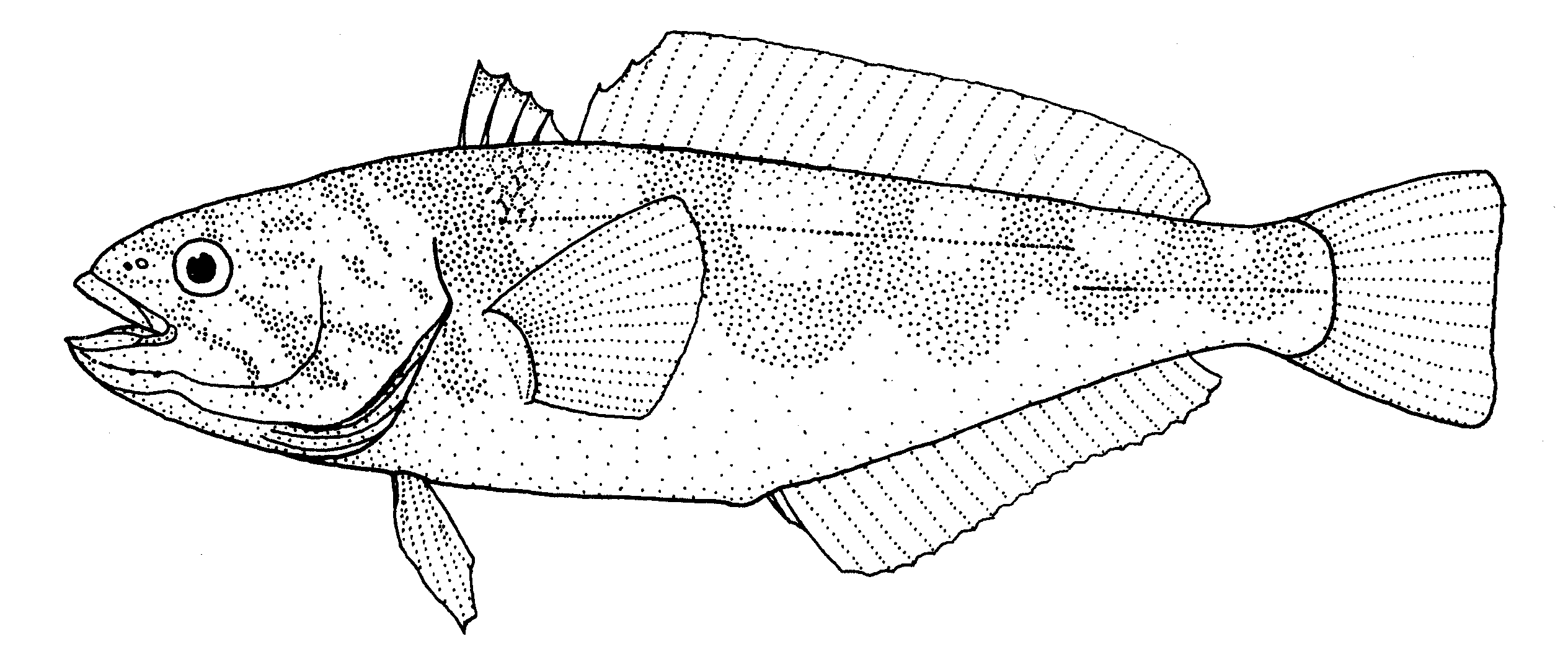
Paranotothenia magellanica

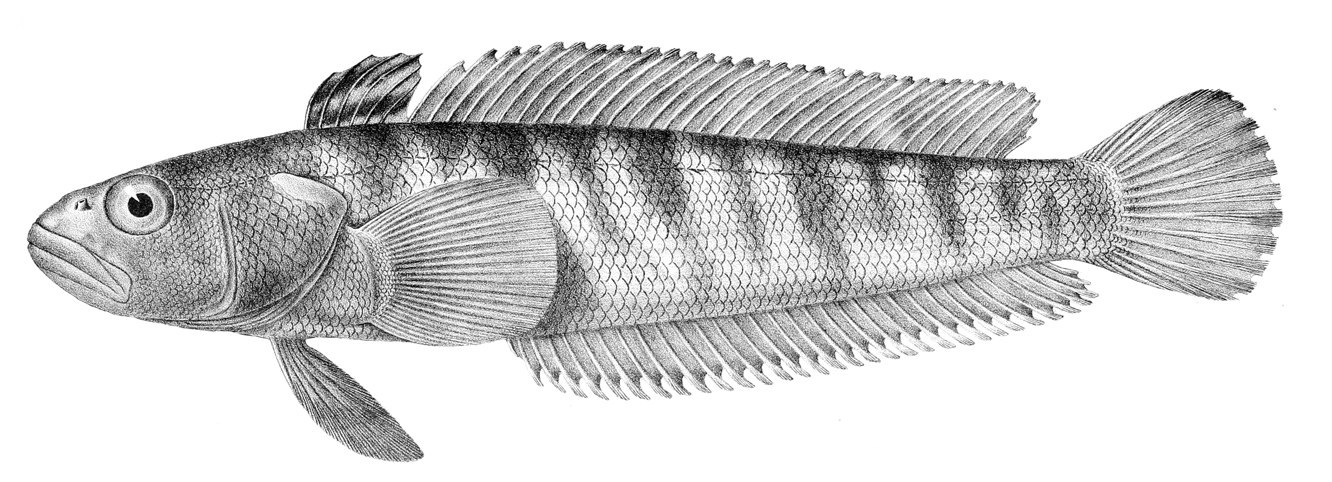
Patagonotothen ramsayi

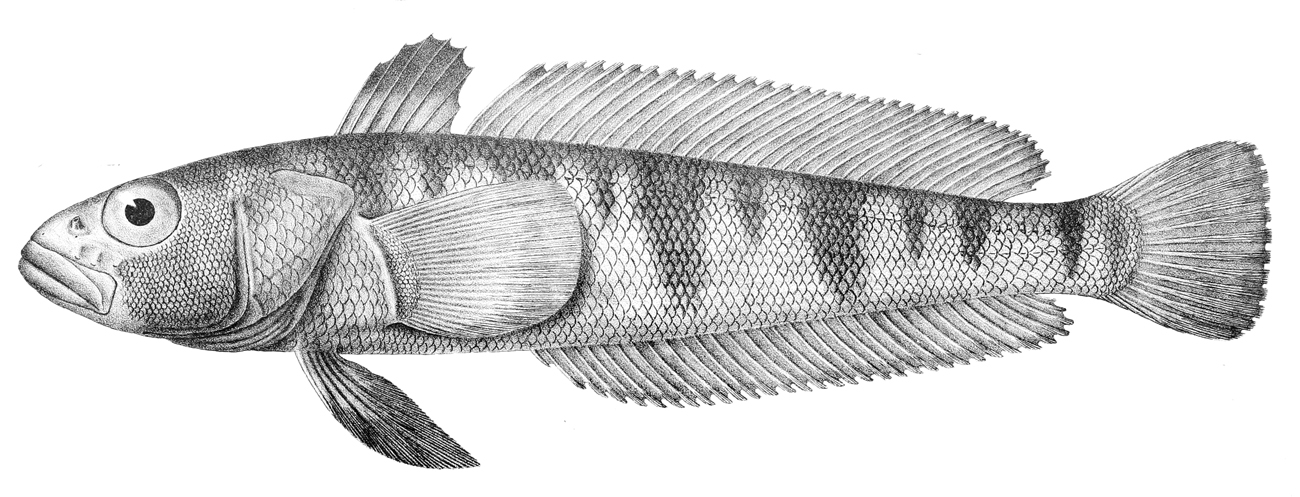
Patagonotothen wiltoni

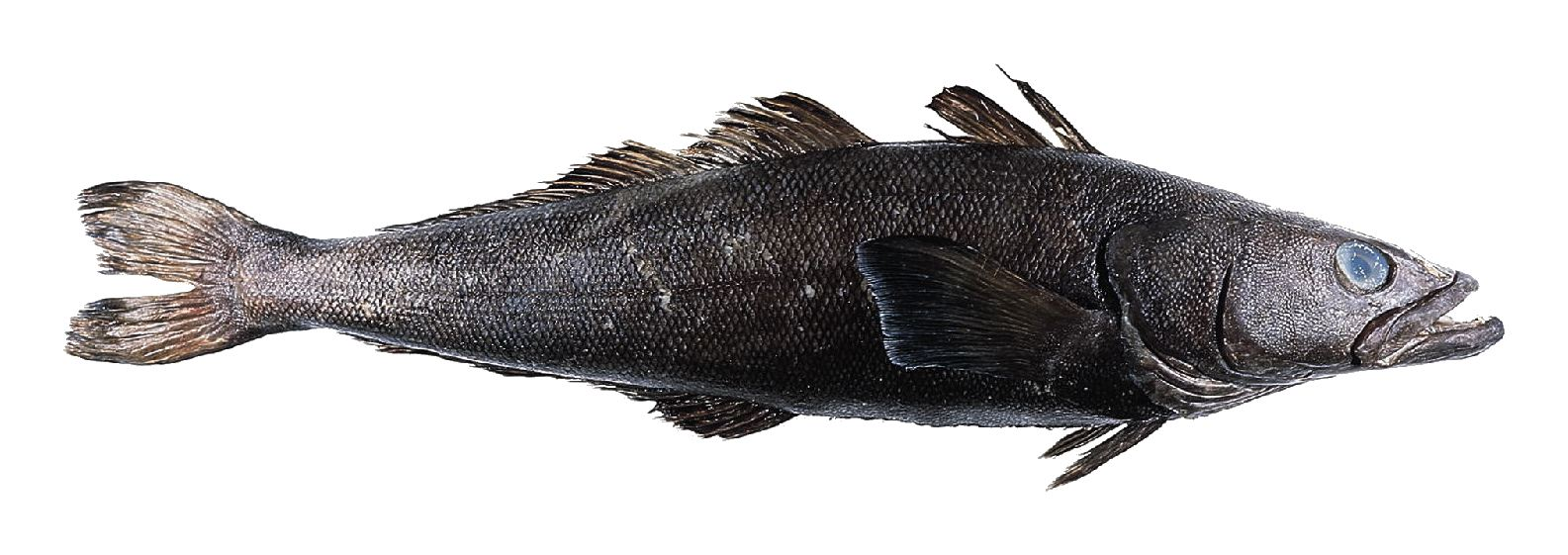
Schwarzer Seehecht
(Dissostichus eleginoides)

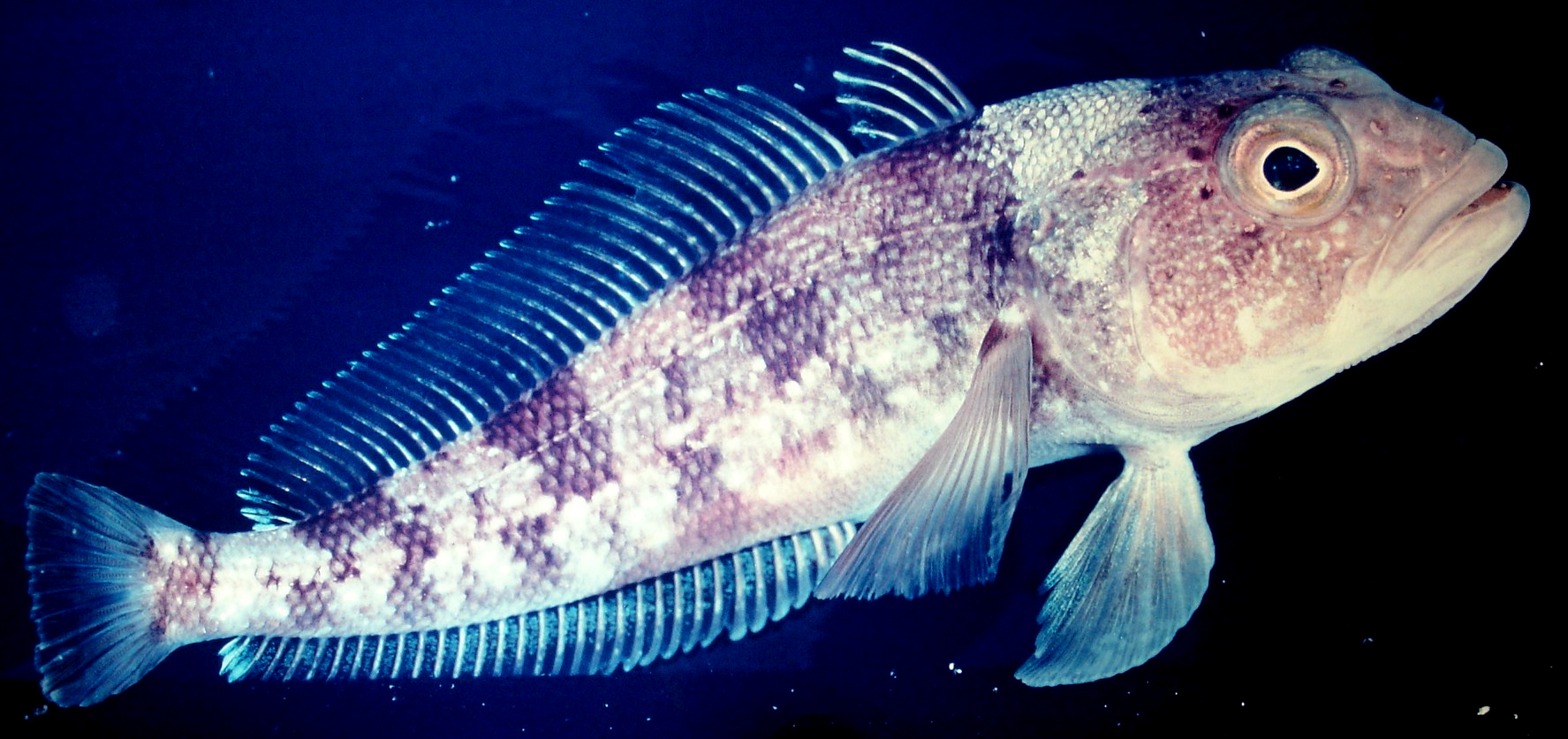
Trematomus bernacchii

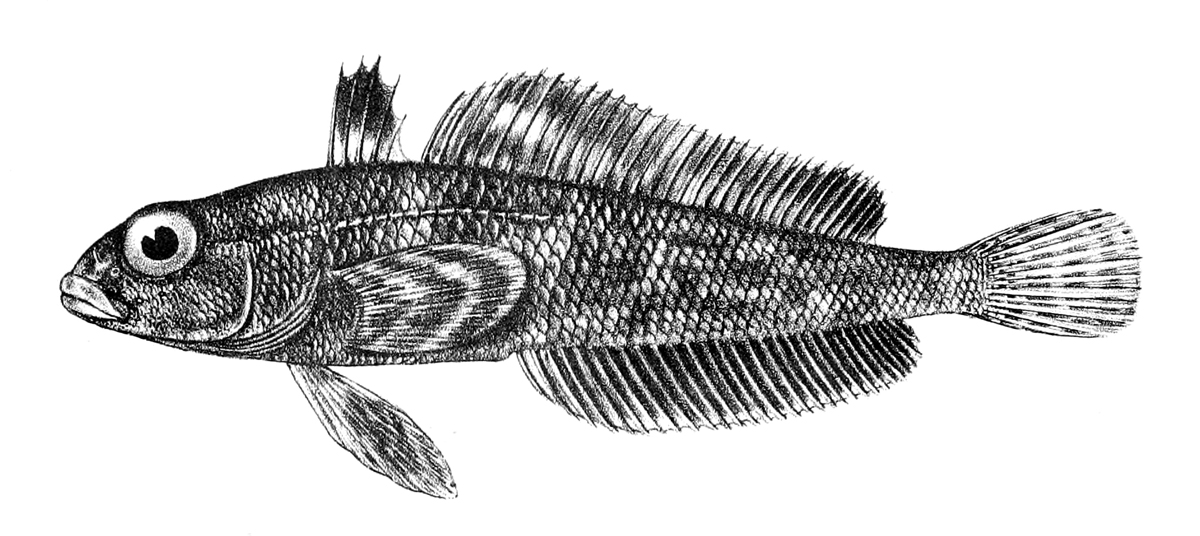
Trematomus scotti

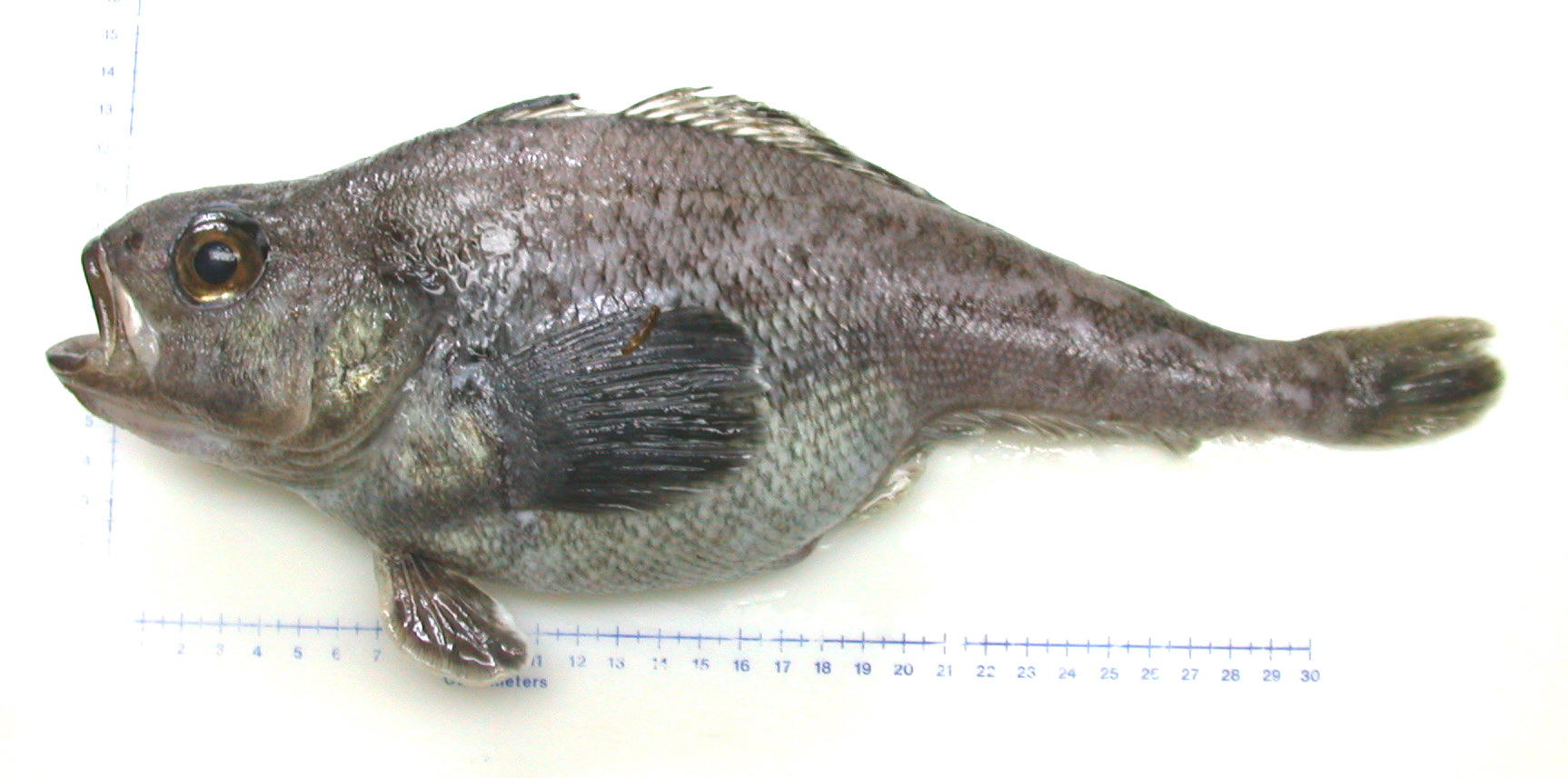
Trematomus eulepidotus

    - Notothenia angustata Hutton, 1875
    - Notothenia coriiceps
    - Notothenia cyanobrancha
    - Notothenia microlepidota Hutton, 1875
    - Antarktischer Marmorbarsch (Notothenia rossii)

  - Gattung Paranotothenia
    - Paranotothenia dewitti
    - Paranotothenia magellanica (Forster, 1801)

  - Gattung Patagonotothen
    - Patagonotothen brevicauda
    - Patagonotothen canina
    - Patagonotothen cornucola
    - Patagonotothen elegans
    - Patagonotothen guntheri
    - Patagonotothen jordani
    - Patagonotothen kreffti
    - Patagonotothen longipes
    - Patagonotothen ramsayi
    - Patagonotothen sima
    - Patagonotothen squamiceps
    - Patagonotothen tessellata
    - Patagonotothen thompsoni
    - Patagonotothen wiltoni
- Unterfamilie Pleurogrammatinae
  - Gattung Aethotaxis
    - Aethotaxis mitopteryx

  - Gattung Dissostichus
    - Schwarzer Seehecht (Dissostichus eleginoides)
    - Riesen-Antarktisdorsch (Dissostichus mawsoni)

  - Gattung Gvozdarus
    - Gvozdarus svetovidovi

  - Gattung Pleuragramma
    - Antarktischer Silberfisch (Pleuragramma antarctica)
- Unterfamilie Trematominae
  - Gattung Cryothenia
    - Cryothenia amphitreta
    - Cryothenia peninsulae

  - Gattung Pagothenia
    - Pagothenia borchgrevinki
    - Pagothenia brachysoma

  - Gattung Trematomus
    - Trematomus bernacchii
    - Trematomus eulepidotus
    - Trematomus hansoni
    - Trematomus lepidorhinus
    - Trematomus loennbergii
    - Trematomus newnesi
    - Trematomus nicolai
    - Trematomus pennellii
    - Trematomus scotti
    - Trematomus tokarevi
    - Trematomus vicarius